# Šolta (község)
Šolta község Horvátországban Split-Dalmácia megyében.

## Fekvése
Splittől 18 km-re délnyugatra, Trogirtól 14 km-re délre, Dalmácia középső részén, Šolta szigetén fekszik. A szigetet északnyugatról Drvenik Veli, keletről Brač, délkeletről Hvar, északkeleről a kontinens határolja. Dnevniktől a Nagy Šoltai-csatorna, Bračtól a Spliti kapu, a kontinenstől a Spliti-csatorna választja el.

## A község települései
Közigazgatásilag Donje Selo, Gornje Selo, Grohote, Maslinica, Nečujam, Rogač, Srednje Selo és Stomorska települések tartoznak hozzá.

## Története
Šolta szigetének legrégibb régészeti leletei a neolitikumból származnak. A Zadoci nevű helyen kőszekercét és kőkéseket, a Brdo nevű helyen pedig bronzkori használati tárgyakat és fegyvereket találtak. Az első ismert itt lakó nép az illírek voltak, akik elsősorban a magaslatokat alakították ki lakóhelyül. Erődített településeik a Gradina, Vela Straža és Gradac nevű magaslatokon, sírjaik a Laze nevű helyen kerültek elő. A legenda szerint a Senjska-öböl felett állt az egyik híres illír uralkodó, Teuta királyné palotája. Az illír dalmát törzs itteni jelenlétét két itt talált felirat is igazolja, melyeket a spliti régészeti múzeumban őriznek, amelyeken két jellegzetes illír név Plator és P. Raecius szerepel. Mivel a szigeten szervezett régészeti feltárás még nem történt a régészeti emlékek elsősorban a mezőkön végzett munkák során kerülnek elő. A római korból is több használati tárgy és település maradványa került elő. Ilyen régészeti lelőhely a Donje Selotól nyugatra fekvő Mirine, ahol egy villagazdaság alapfalai találhatók. Donje Selotól északra található Studenac, valamint a nyugatra fekvő Pod Mihovil, ahol padlómozaik, délnyugatra pedig Svilaja, ahol szarkofágfedél került elő. Római épület alapfalak találhatók még Grohote közelében több helyen, továbbá a Banja-öbölben, Starinén Gornje Selo közelében, valamint a Piškera-öbölben is. A kereszténység a 4. század elején jelent meg a szigeten. Ebből a korból származik a grohotei Szent István templom északi oldalán feltárt ókeresztény bazilika és két szarkofág. Ókeresztény bazilika maradványa található a kis Stipanska-szigeten Maslinica előtt, valamint Donje Selón a mai Szent Ilona templom helyén is. A Római Birodalom bukása után a sziget Dalmácia nyugati részével együtt gót uralom alatt állt egészen 555-ig, amikor bizánci uralom alá került. A 7. század végén Dalmácia akkori legjelentősebb városát Salonát elfoglalták az avarok és segédnépeik, az akkor még pogány szlávok. A lakosság a közeli szigetekre, köztük Šoltára menekült. Az itteni romanizált lakosság idővel beleolvadt az érkező horvátokba. 803 és 812 között Šolta a Frank Birodalom része volt, majd újra bizánci uralom alá került. A szigetet ebben az időszakban gyakran fosztogatták a neretvánok, a szaracénok, majd később a velenceiek. A 12. századtól a 14. század végéig Šolta a Magyar Királyság része volt. A 13. század elején Šolta spalatói nemesi családok birtoka volt, akiknek jelentős jövedelmeik származtak itteni birtokaik haszonbérbe adásából. A szigeten élők fő jövedelmi forrását a mezőgazdaság (szőlő, olíva, gabona), kisebb mértékben az állattartás, valamint a mész, a szén, a tűzifa és a só adta. 1240 júniusában az egyik dalmáciai hatalmasság a Kačićok támadták meg a spalatóiak birtokait, ennek során kifosztották Šoltát és felgyújtották a grohotei Szent István templomot. A 14. századra a kereskedelem is nagyon fejlett volt, mivel a šoltaiak között ekkor már számos hajótulajdonost találunk. A 14. század közepén a velenceiek fosztották ki s szigetet, mely később is gyakran ki volt téve az uszkókok és más kalózok támadásainak. Velence 1418. június 26-án foglalta el Šoltát és egészen 1797-ig uralma alatt maradt. A török veszély idején a szigeten több erődtorony épült és maguk a šoltaiak is magas védőfalakkal vették körül házaikat. Az egyik toronyszerű erőd a Slavić-torony Grohotén épült, ma ebben működik a község önkormányzata. Ebben az időszakban a 17. század végéig a gyakori támadások és a járványok hatására a sziget lakosságszáma lényegében stagnált, mintegy nyolcszáz főt tett ki. Az élet csak a 18. század elejére lett biztonságosabb, ekkor jöttek létre Stomorska, Rogač és valamivel később Maslinica települések. Maslinicán 1706-ban a Marchi család négyszögletes tornyot épített, ebből lett a mai ”Martinis Marchi” szálloda. 1797-ben a Velencei Köztársaság megszűnésével a sziget a Habsburg Birodalom része lett. 1806-ban Napóleon csapatai foglalták el és 1813-ig francia uralom alatt állt. Napóleon bukása után ismét Habsburg uralom következett, mely az első világháború végéig tartott. 1857-ben 1970, 1910-ben 3516 lakosa volt. Az I. világháború után rövid ideig az Olasz Királyság, ezután a Szerb-Horvát-Szlovén Királyság, majd Jugoszlávia része lett. A második világháború idején olasz csapatok szállták meg és több mint 1800 lakos menekült el a szigetről. 1946-ban a lakosság visszatért és megkezdődött az oktatás, az orvosi ellátás és a kultúra újjászervezése. 1952-ben megalakult Šolta község, 1955-ben egészségház épült, Grohotén felépült az új iskola, mely 1963-ban nyolcosztályossá bővült, kiépültek az utak, két autóbusszal megindult a buszközlekedés, bevezették az elektromos áramot, végül 1972-ben elkezdődött a vízvezeték hálózat kiépítése. Ennek ellenére a kitelepülés folytatódott, bár üteme lassult. 1962-ben Šoltát újra Splithez csatolták és csak a független horvát állam megalakulása után lett újra önálló község. A délszláv háború kezdeti időszakában 1991. november 14-én és 15-én a Spliti csatornában tengeri csata dúlt a jugoszláv haditengerészet és a parti horvát ütegek között. A sziget lakossága 2011-ben 1700 fő volt, akik a turizmus mellett halászatból és mezőgazdaságból (szőlő- és olívatermelés) éltek.

## Lakosság
| Lakosság változása | Lakosság változása | Lakosság változása | Lakosság változása | Lakosság változása | Lakosság változása | Lakosság változása | Lakosság változása | Lakosság változása | Lakosság változása | Lakosság változása | Lakosság változása | Lakosság változása | Lakosság változása | Lakosság változása | Lakosság változása |
| ------------------ | ------------------ | ------------------ | ------------------ | ------------------ | ------------------ | ------------------ | ------------------ | ------------------ | ------------------ | ------------------ | ------------------ | ------------------ | ------------------ | ------------------ | ------------------ |
| 1857               | 1869               | 1880               | 1890               | 1900               | 1910               | 1921               | 1931               | 1948               | 1953               | 1961               | 1971               | 1981               | 1991               | 2001               | 2011               |
| 1.970              | 2.328              | 2.556              | 3.171              | 3.687              | 3.516              | 3.528              | 3.477              | 3.060              | 3.031              | 2.735              | 2.098              | 1.470              | 1.448              | 1.479              | 1.700              |

## Nevezetességei
- Szakrális épületek:
  - Szent Miklós templom Stomorskán
  - Szűz Mária templom Nečujamon
  - Bori Miasszonyunk templom Gornje Selón
  - Szent János templom Gornje Selón
  - Szent István templom Grohotén
  - Lourdes-i Szűzanya templom Grohotén
  - Szent Mihály templom a grohotei mezőn
  - Szent Márton templom Donje Selón
  - Szent Ilona templom Donje Selón
  - Kaladori Miasszonyunk templom
  - Szent Teréz templom Rogačon
  - Szent Miklós templom Maslinicán
- Régészeti lelőhelyek és építészeti emlékek
  - Ókori várrom Gradacon, Gradinán, és Vela Stražán
  - Villa rustica maradványai Mirinén, Donje Selótól nyugatra és Rogačon
  - Ókori alapfalak Pod Mihovilon, Donje Selónál, a Banja- és a Piškera-öbölben
  - Ókori szarkofág a grohotei plébániatemplom előtt, a Grohote melletti Staro poljén, valamint fedőlapok Stomoriján és Svilaján
  - Ókeresztény bazilika romjai és más maradványok Grohotén, és a Stipanska-szigeten
  - Szent István bencés kolostor maradványai a Stipanska-szigeten
  - Ókori temető Nečujamon
  - Késő ókori temető a Stipanska-szigeten, Donji bokon
  - Szent Péter templom romjai Nečujamon
  - Marko Marulić emlékház Nečujamon
  - Késő ókori épületromok Gornje Selón
  - A Marchi család udvarháza Maslinicán

## Kultúra
- KUD Olinta kulturális és művészeti egyesület (elődjét az Olinta Šoltai zenei együttest 1921-ben alapították)
- KUD Šolta, Gornje Selo kulturális és művészeti egyesülete
- Naša djeca bábszínház
- Meduze táncegyüttes, Nečujam
- Redikuli szatirikus zenei együttes, Stomorska
- Čuvite női kar
- Škojić női együttes
- Šolta art művészeti egyesület, Grohote
- Mjesni odbor (zenei együttes)
- ¨Sulet¨ amatőr színjátszó egyesület
- O.Š. Grohote alapiskola művészeti egyesülete

## Egyesületek
- Ekološko – turisztikai egyesület ŠOLTA, Maslinica
- Lovret katolikus egyesület
- Šolta Vadásztársaság, Grohote
- Mala truba egyesület, Grohote*Rusmarin egyesület, Stomorska
- Šoltanski trudi egyesület, Grohote
- Buharica diákegyesület
- Lanterna egyesület

## Galéria
- Grohote részlete a plébániatemplommal
- Gornje Selo látképe
- Maslinica kikötője
- Üdülőtelep Nečujamon
- Rogač jachtkikötő
- Stomorska kikötője